# Barbarian: The Ultimate Warrior
Barbarian: The Ultimate Warrior — компьютерная игра, выпущенная в 1987 году для домашнего компьютера Commodore 64. Игра была разработана и издана компанией Palace Software и в последующие месяцы портирована на другие компьютерные системы. В США игру лицензировала и издала под названием Death Sword компания Epyx. Barbarian относится к жанру файтинга, в которой игроки управляют варварами, вооружёнными мечами. Поддерживается режим для двух игроков, сражающихся друг с другом. В одиночном режиме игрок сражается против компьютерных соперников, чтобы спасти похищенную злым волшебником принцессу.
Для оформления коробки с игрой Palace Software вместо рисунков применила фотографии. Для создания фотоматериалов, также использованных в рекламной кампании, были привлечены бодибилдер Майкл Ван Вийк (англ. Michael Van Wijk) и фотомодель Мария Уиттакер (англ. Maria Whittaker). Маркетинговая стратегия Palace Software вызвала критику за эксплуатацию сексуального аспекта на упаковке, но отвлекла внимание от высокого уровня насилия в игре. Благодаря скандалу игра оказалась коммерчески успешной.
Игровые критики были впечатлены быстротой и яростью поединков, сдобренных долей юмора. Похвалы удостоились плавная анимация и простота управления. На более мощных платформах рецензенты отмечали отличный звук, одновременно высказывая претензии к недостаточно детализированной графике.
Успех игры помог Palace Software расширить деятельность и начать издание игр сторонних разработчиков. В 1988 году компания выпустила продолжение игры — Barbarian II: The Dungeon of Drax.

## Игровой процесс

Игровой процесс: момент обезглавливания противника

Barbarian: The Ultimate Warrior — игра в жанре файтинга для одного или двух игроков. Игроки управляют вооружёнными мечами варварами, которые сражаются на различных аренах, таких как лесная поляна или яма для боёв. В режиме один на один (англ. head-to-head) игра позволяет сражаться друг против друга или против компьютера в ограниченном по времени матче. В одиночном режиме игрок проходит серию сюжетно связанных поединков.
С помощью джойстика или клавиатуры игрок управляет варваром, который перемещается по арене, подпрыгивает, чтобы избежать нижних ударов, и перекатывается, чтобы увернуться или сделать подсечку. При удержании кнопки выстрела, перемещая джойстик или нажимая кнопки клавиатуры, игрок наносит удары в голову, нижнюю часть тела или атакует противника мечом. Каждый варвар имеет 12 очков здоровья, представленных в виде шести кругов в верхних углах интерфейса. Успешная атака отбирает одно очко здоровья (половину круга). Персонаж умирает в случае, если количество очков здоровья уменьшается до нуля. Кроме того, вовремя нанесённый удар в область шеи обезглавливает противника, мгновенно его убивая, после чего на арену выходит гоблин, пинает отрубленную голову и утаскивает тело.
Если игроки некоторое время не используют управление, игра пытается привлечь их внимание: варвары поворачиваются лицом к игрокам, пожимают плечами и произносят «C’mon» («Давай!»). За успешные атаки начисляются баллы: чем сложнее движение, тем выше награда. В списке достижений отображаются наиболее высокие суммы баллов, полученные за игру.

### Одиночная сюжетная игра
В одиночном режиме с сюжетом игрок управляет безымянным варваром (в американской версии игры ва́рвара зовут Горт (англ. Gorth)), который должен спасти принцессу Мариану (англ. Mariana) от злого колдуна Дракса (англ. Drax). Дракс грозит варварам страшными бедами, если принцесса не будет ему отдана, однако оставляет шанс на избавление: лучший воин должен одолеть в смертельных поединках приспешников колдуна. Главный герой игры по очереди расправляется с воинами Дракса и вступает в схватку с самим колдуном, который использует в сражении магию. Когда злодей побеждён, освобождённая принцесса падает к ногам спасителя, и экран гаснет.

## Разработка
В 1985 году Palace Software наняла в качестве геймдизайнера и художника Стива Брауна (англ. Steve Brown). Он создал приключенческие игры Cauldron и Cauldron II: The Pumpkin Strikes Back, в которых противостояли друг другу Ведьма и Тыква-монстр. Обе игры стали коммерчески успешными, и Браун получил полную свободу действий для работы над третьим проектом. Его вдохновили фэнтезийные рисунки Фрэнка Фразетты, под влиянием которых родилась концепция файтинга с участием варваров, «жестокого и, насколько это возможно, реалистичного».
За основу игры и персонажей Браун выбрал серию книг «Конан-варвар» Роберта Говардса. Браун определил 16 боевых приёмов, которые разучил, используя деревянный меч, и снял на видео, чтобы впоследствии использовать в качестве образца для игровой анимации. Один из приёмов, «Паутина смерти» (англ. Web of Death), был скопирован из фэнтезийного фильма 1984 года «Конан-разрушитель». Практикуя этот приём, Браун так вращал мечом, что чуть не выколол себе глаз. Воспроизводя видео по кадрам, помощники Брауна перенесли позы с телеэкрана на прозрачную плёнку. Затем рисунки были покрыты сетью линий и попиксельно переведены в цифровую форму. Браун отказался от принципа использовать небольшие спрайты для представления персонажей и потребовал от программистов придумать способ анимировать крупные блоки графических объектов, что на платформе Commodore 64, первоначально выбранной для разработки, сопровождалось техническими трудностями. Один из основателей Palace Software, Ричард Лейнфеллнер (англ. Richard Leinfellner), рассказал, что в результате были использованы «мультиплексированные спрайты с таблицами поиска для разных кадров».
Считая, что в большинстве случаев оформление упаковки игр того время было «крайне бедным», Браун предположил, что «культовые образы фэнтези, воплощённые реальными людьми, будут отличной зацепкой в рекламной кампании». Его руководство согласилось и устроило фотосессию, наняв британских бодибилдера Майкла Ван Вийка и фотомодель Марию Уиттакер изображать варвара и принцессу. Уиттакер ранее снималась топлесс для таблоида The Sun. На съёмках для игры она носила бикини, в то время как Ван Вийк позировал с мечом в одной набедренной повязке. Palace Software также включила в комплект игры плакат с Уиттакер в образе принцессы. Незадолго до релиза было обнаружено, что компания Psygnosis также занимается разработкой игры под названием Barbarian, относящейся, однако, к жанру платформера. После обсуждения ситуации Palace Software добавила к своей игре подзаголовок «The Ultimate Warrior» для того, чтобы отличить эти два проекта.
Звуки, издаваемые персонажами игры, взяты из фильма 1985 года «Рыжая Соня». Наиболее узнаваемым из них является возглас, с которым варвар пытается лишить противника головы. Этот звук можно услышать в самом начале фильма, когда персонаж Арнольда Шварценеггера попадает в засаду.

## Версии и выпуски
Barbarian дебютировал в 1987 году, предположительно в мае или июне, одновременно на трёх платформах: Commodore 64, ZX Spectrum и Amstrad CPC. В последующие месяцы игра появилась на большинстве других домашних компьютеров. Оснащение этих машин отличалось в каждом случае, и соответствующим образом изменялась игра. Версия для ZX Spectrum имела в основном игровом пространстве монохромную графику, а число поединков с варварами в сюжетной линии ограничивалось четырьмя. С другой стороны, версия для Atari ST, которая имела 16- и 32-разрядные шины данных, получила большее разнообразие фонов и немного более качественную графику, чем оригинальная версия. Сюжетная линия также увеличилась до десяти поединков с варварами вместо обычных восьми. Для Atari ST и 32-битной Amiga использовались цифровые звуковые семплы; последняя также воспроизводила оцифрованную речь. Каждый бой начинался с предупреждения «Готовься к смерти!», а при ударах мечей раздавался металлический лязг.
После первых релизов Barbarian неоднократно переиздавалась. Под бюджетным лейблом Kixx была выпущена версия без Уиттакер на обложке. В США лицензию на игру приобрела компания Epyx, выпустившая её под названием Death Sword в рамках серии игр Maxx Out!.

## Отзывы и влияние
| Иноязычные издания | Иноязычные издания                                           | Иноязычные издания                                           | Иноязычные издания                                           | Иноязычные издания                                           | Иноязычные издания                                           |
| Издание            | Оценка                                                       | Оценка                                                       | Оценка                                                       | Оценка                                                       | Оценка                                                       |
| Издание            | Amiga                                                        | Amstrad CPC                                                  | Atari ST                                                     | Commodore 64                                                 | ZX Spectrum                                                  |
| ------------------ | ------------------------------------------------------------ | ------------------------------------------------------------ | ------------------------------------------------------------ | ------------------------------------------------------------ | ------------------------------------------------------------ |
| ACE                |                                                              |                                                              | 640/1000                                                     |                                                              |                                                              |
| ASM                |                                                              | 10,4/12                                                      |                                                              | 10,6/12                                                      | 9,2/12                                                       |
| Crash              |                                                              |                                                              |                                                              |                                                              | 85 %                                                         |
| CVG                |                                                              | 9,5/10                                                       |                                                              |                                                              |                                                              |
| MicroHobby         |                                                              |                                                              |                                                              |                                                              | 82 %                                                         |
| The Games Machine  |                                                              |                                                              | 87 %                                                         |                                                              |                                                              |
| Your Sinclair      |                                                              |                                                              |                                                              |                                                              | 7/10                                                         |
| Zzap!64            |                                                              |                                                              |                                                              | 87 %                                                         |                                                              |
| Commodore User     | 9/10                                                         |                                                              |                                                              | 8/10                                                         |                                                              |
| Amiga Computing    | 77 %                                                         |                                                              |                                                              |                                                              |                                                              |
| Génération 4       |                                                              |                                                              | 91 %                                                         |                                                              |                                                              |
| Награды            |                                                              |                                                              |                                                              |                                                              |                                                              |
| Издание            | Награда                                                      | Награда                                                      | Награда                                                      | Награда                                                      | Награда                                                      |
| ST Format          | 50 of the BEST 46-е место (Atari ST)                         | 50 of the BEST 46-е место (Atari ST)                         | 50 of the BEST 46-е место (Atari ST)                         | 50 of the BEST 46-е место (Atari ST)                         | 50 of the BEST 46-е место (Atari ST)                         |
| Commodore Format   | The Path to Righteousness: 20 Essential Games (Commodore 64) | The Path to Righteousness: 20 Essential Games (Commodore 64) | The Path to Righteousness: 20 Essential Games (Commodore 64) | The Path to Righteousness: 20 Essential Games (Commodore 64) | The Path to Righteousness: 20 Essential Games (Commodore 64) |

В течение 1980-х годов преобладало мнение, что компьютерные игры предназначены для детей. Реклама Barbarian, в которой участвовали полураздетые модели, к тому же ранее известные по более откровенным фотосессиям, привели к многочисленным заявлениям о нарушении норм морали. Редакция журнала Electron User получала письма от читателей и религиозных организаций, которые называли изображения «провокационными и особенно оскорбительными для женщин» и «гадкой порнографией». Крис Джагер (англ. Chris Jager), автор журнала PC World, назвал обложку игры вульгарной и провоцирующей скандал. Однако по данным Лейнфеллнера, критика не повредила игре, а наоборот, резко повысила продажи и улучшила её репутацию. Обозреватели игровой индустрии Рассел Демариа (англ. Russell DeMaria) и Джонни Уилсон (англ. Johnny Wilson) отметили, что общественность Великобритании была больше озабочена полураздетой Уиттакер, чем кровавым содержанием игры. В Германии, напротив, Barbarian была запрещена за высокий уровень насилия. Ограничения касались рекламы и доступности игры лицам в возрасте до 18 лет. Позже цензурированная версии игры, в которой цвет крови изменили на зелёный, продавалась в стране свободно. Сочетание секса и насилия в Barbarian было таким, что Дэвид Хафтон (англ. David Houghton), автор GamesRadar, указал, что если бы игру выпустили в 2009 году, Entertainment Software Rating Board присвоила бы ей рейтинг «Mature».
Рецензенты отмечали высокий уровень насилия в игре. Брайан Чаппелл (англ. Brian Chappell) из журнала Amiga Computing похвалил возможность «разобрать врага на кусочки, и особенно способность удачным ударом его обезглавить». Эффектное лишение соперника головы с удовлетворением описывали и другие рецензенты. Стив Джарратт (англ. Steve Jarratt) из журнала Zzap!64 указал на быстроту и ярость поединков; он утверждал, что Barbarian установила новую планку качества в кровавых файтингах. Его коллега, Сайаран Бреннан (англ. Ciaran Brennan), высказал мысль, что Barbarian следовало сделать игрой по фантастическому боевику «Горец», известному многочисленными сражениями на мечах и обезглавливаниями. Представители журнала Antic испытали шок от уровня насилия, но несмотря на это охарактеризовали игру как лучший симулятор сражения на мечах из имеющихся на Atari ST.
Высокие оценки заслужили графика и анимация игры на относительно слабых машинах, однако к версиям для более мощных компьютеров были высказаны претензии. Хотя для отображения персонажей использовались базовые блочные спрайты, рецензенты Zzap!64 и Amiga Computing отметили плавность анимации и реалистичность движений. Разочарование высказали обозреватели версии для Amiga, которые посчитали, что игра не использовала широчайшие возможности графики этой платформы и не предоставила более детализированные спрайты персонажей. Полу Бафтону (англ. Paul Boughton) из журнала Computer and Video Games понравились проработанные кровавые эффекты, особенно обезглавливание, которые он назвал «завораживающе жуткими».
Рецензенты Zzap!64 и Тони Хорган (англ. Tony Horgan) из журнала Amiga User International особо подчеркнули простоту управления: они были свидетелями того, как многие люди быстро разбирались в механике игры и могли немедленно приступать к сражениям один на один, получая удовольствие от игрового процесса.
Оцифрованный звук — принадлежность версий для более мощных игровых систем — высоко оценил Гэри Пенн (англ. Gary Penn) из журнала Commodore User, а рецензенты журнала Advanced Computer Entertainment высказали аналогичное мнение о версии для Atari ST.
В качестве особого достоинства критики указывали на наличие в игре запоминающихся моментов — «небольших штрихов, которые и сделали игру заслуживающей внимания», как писал Рики Эдди (англ. Ricky Eddy) из журнала CRASH. Для Брайана Чеппела таковыми стали анимация отрубленной головы, брызги крови из артерий и глухой звук, с которым падает мёртвое тело. Этот эпизод обозревателями журнала Retro Gamer был назван «великим моментом ретроигр». Другим обозревателям полюбился хихикающий гоблин, который утаскивает тела. Авторы Retro Gamer даже сожалели, что у этих тварей нет собственной игры, а главный герой произвел на команду журнала такое впечатление, что получил место в списке 50 лучших персонажей первых трёх десятилетий компьютерных игр.
Barbarian оказался крупным успехом для Palace Software, и компания запланировала выпуск нескольких продолжений игры. Лейнфеллнер утверждал, что отчисления с продаж поступали в течение семи лет, и первый такой платёж составил 20 000 фунтов стерлингов. В 1988 году на свет появилась игра Barbarian II: The Dungeon of Drax, в разработке находилась Barbarian III. Для фотографий на обложку издания снова пригласили Ван Вийка и Уиттакер. Успешные продажи позволили Palace Software расширить деятельность, занявшись изданием игр сторонних разработчиков, однако Barbarian: The Ultimate Warrior осталась самым популярным проектом компании, вошедшим в историю компьютерных игр благодаря кровавым сражениям на мечах и Марии Уиттакер на обложке.
В 1993 году по версии журнала ST Format игра стала 46-й в рейтинге 50 лучших игр для Atari ST, получив звание одной из лучших игр для двух игроков.
В 1994 году редакция журнала Commodore Format отнесла Barbarian: The Ultimate Warrior к числу 20 обязательных игр в категории The Path to Righteousness: 20 Essential Games (буквально с англ. — «Путь правильности: 20 самых ценных игр»).
В 2011 году французский издатель Anuman Interactive выпустил ремейк игры, адаптированный для мобильных устройств и компьютеров, — Barbarian — The Death Sword.
Кавер-версия главной темы игры, созданной композитором Ричардом Джозефом (англ. Richard Joseph), вошла в альбом 2012 года reMarcoble итальянского гитариста Марко Сфогли (итал. Marco Sfogli).